# ای‌یوین تریسی
ای‌یوین تریسی (انگلیسی: Eoin Treacy؛ زادهٔ ۲۸ اکتبر ۱۹۹۸) نقشه خوان اهل جمهوری ایرلند است. تریسی به عنوان نقش‌خوان جاش مک‌ارلین، که تحت قرارداد ام-اسپرت فورد دبلیو‌آر‌تی در مسابقات رالی قهرمانی جهان ۲۰۲۵ است فعالیت می‌کند.  فصل ۲۰۲۵ اولین حضور او در بالاترین سطح مسابقات رالی قهرمانی جهان نیز خواهد بود.